# Okuri-Ashi-Barai

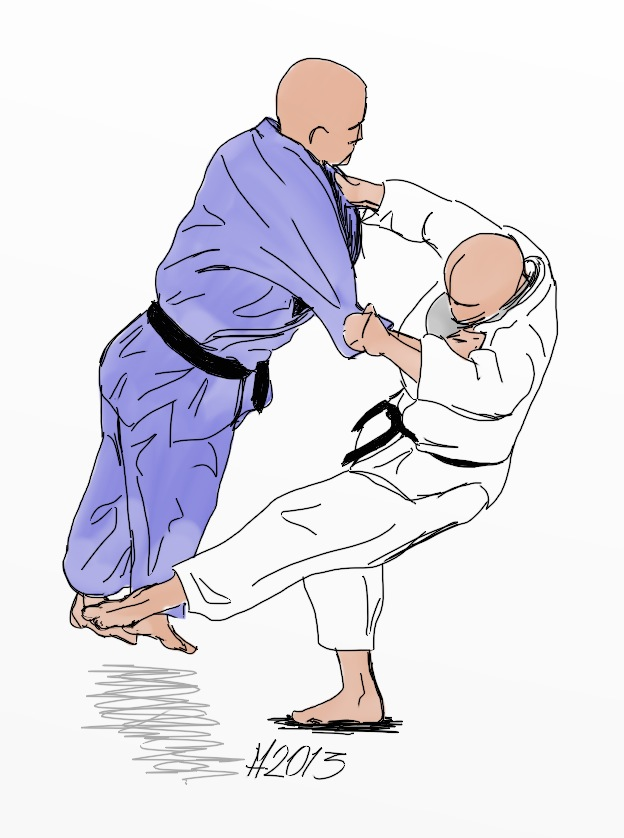
Okuri-Ashi-barai illustration

Okuri-Ashi-Barai (balayage des deux jambes en déplacement, en japonais : 送足払) est une technique de projection du judo. Okuri-Ashi-Barai est le 5e mouvement du 2e groupe du gokyo. Okuri-Ashi-Barai est un mouvement du Nage-no-kata.

## Terminologie
- Okuri : les deux
- Ashi : pied, jambe
- Barai : balayer